# Мухамед Усеини
Мухамед Усеини (мкд. Мухамед Хусеини; Тетово, 21. новембар 1988) македонски је професионални фудбалер. Игра на позицији везног играча, а тренутно наступа за Приштину.

## Успеси
Работнички
- Прва лига Северне Македоније у фудбалу: 2013/14.
- Куп Македоније у фудбалу: 2013/14.